# Марі аль-Хазен
Марі аль-Хазен (1899—1983) — ліванська фотографка. Фотографії сільського життя, створені нею у 1920-х роках в Лівані, вважаються цінним і унікальним записом свого часу та місця.

## Ранні роки
Марі аль-Хазен виросла в маєтку поблизу Згарти на півночі Лівану. Її матір'ю була Варде Торбі, а бабусею — Султана Дахер.

## Фотографія
Марі аль-Хазен була «серйозним аматором» фотографії та користувалася камерою Eastman Kodak. Їй було цікаво експериментувати та облаштовувати й використовувати власну фотостудію. Іноді вона керувала своїми «піддослідними» і одягала їх у костюми й придумувала їм пози, як от, наприклад у її вражаючій фотографії «Дві жінки, переодягнені в чоловіків», що являє собою автопортрет Марі та її сестри Аліси, що палять і носять західні ділові костюми, під великим намальованим портретом їх діда, Шейха Саїда аль-Хазена. Про цю фотографію мистецтвознавець Нью-Йорк Таймс Адам Шац сказав: «Такі фотографії трапляються не часто, але коли їх побачиш, їх неможливо забути, вони відкладаються у свідомість з потужною силою одкровення». Інші фотографії зображають захоплення Аль-Хазен риболовлею, полюванням та водінням автомобілів.
Марі аль-Хазен десь у 1970-х віддала коробку із понад 100 негативами журналісту Мохсену Яммін. Зараз Фонд арабських образів зберігає ці та інші роботи Аль-Хазена і вони включили фотографії Аль-Хазен у кілька виставок. Відомо, що інші знімки знаходяться у її сім'ї.
Марі аль-Хазен померла в 1983 році у віці 83 років.

## Спадщина
Її фотографія «Дві жінки, переодягнені в чоловіків» представлена в короткометражному фільмі Фадії Аббуд «У дамському салоні» (2007), в якому сучасна лесбійська пара виявляє плакатну версію фотографії в книгарні та обговорює жінок на фотографії та те, як вони уявляють життя жінок в минулому.